# Крестовая (гора, Крым)
Кресто́вая, также известна как Урья́нда и Урья́нда-Иса́р (укр. Крестова, Урьянда, крымскотат. Uryanda İsar, Урьянда Исар) — гора на Южном берегу Крымского полуострова. Расположена в Ореанде (Большая Ялта). На вершине находятся руины средневековой крепости X—XIII века Ореанда-Исар.
Высота над уровнем моря — 204 м.
С 1965 года комплексный памятник природы. Площадь памятника — 7 га.
Гора является отторженцем, отколовшимся от Главной гряды Крымских гор. Сложена верхнеюрскими известняками. Для неё характерны заросли земляничника. На склонах горы растёт можжевелово-фисташковый лес с 500—700-летними деревьями. Вершина куполообразная со множеством утёсов.
Во время своего первого приезда в Ореанду 30 сентября 1837 года российская императрица Александра Фёдоровна вместе с графом Михаилом и графиней Елизаветой Воронцовыми поднялись на вершину горы Урьянда и установили там деревянный крест, с тех пор скалу стали называть Крестовой. Со временем крест заменили на чугунный со специальными отверстиями для иллюминации. А название скалы распространилось и на всю гору.
Николай Львович Эрнст в книге «Социалистическая реконструкция Южного берега Крыма» 1935 года называл скалу Ургенда с остатками крепости Ургенда-Исар